# Pulwama
Pulwama è una città dell'India di 15.521 abitanti, capoluogo del distretto di Pulwama, nel territorio del Jammu e Kashmir. In base al numero di abitanti la città rientra nella classe IV (da 10.000 a 19.999 persone).

## Geografia fisica
La città è situata a 33° 52' 60 N e 74° 55' 0 E e ha un'altitudine di 1.629 m s.l.m..

## Società

### Evoluzione demografica
Al censimento del 2001 la popolazione di Pulwama assommava a 15.521 persone, delle quali 9.211 maschi e 6.310 femmine. I bambini di età inferiore o uguale ai sei anni assommavano a 1.498, dei quali 782 maschi e 716 femmine. Infine, coloro che erano in grado di saper almeno leggere e scrivere erano 9.655, dei quali 6.915 maschi e 2.740 femmine.